# Rolf Lindemann

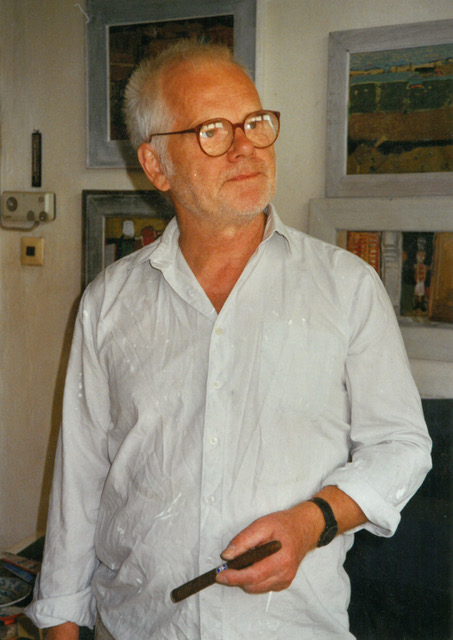
Rolf Lindemann, 2013

Rolf Lindemann (* 21. August 1933 in Magdeburg; † 26. März 2017) war ein deutscher Maler und Grafiker.

## Leben
Nach einer Lehre als Dekorationsmaler 1947 bis 1949 besuchte Rolf Lindemann die Arbeiter-und-Bauern-Fakultät in Berlin, um von 1952 bis 1957 an der dortigen Hochschule für bildende und angewandte Kunst Malerei zu studieren. Zu seinen Lehrern gehörten Kurt Robbel, Bert Heller Oskar Nerlinger, Gabriele Mucchi und Arno Mohr. Seitdem arbeitete er freischaffend. Er war bis 1990 Mitglied im Verband Bildender Künstler der DDR, seit 1991 im Bundesverband Bildender Künstlerinnen und Künstler.
1980 war Rolf Lindemann Gastdozent an der Fachschule für Werbung und Gestaltung Berlin.
Lindemann war in der DDR auf den meisten wichtigen Kunstausstellungen vertreten, u. a. von 1967 bis 1988 auf allen Deutschen Kunstausstellungen bzw. Kunstausstellungen der DDR in Dresden.
2000 wurde ihm der Helen-Abbott-Preis verliehen.

## Öffentliche Sammlungen und Museen mit Werken Lindemanns (unvollständig)
- Beeskow: Kunstarchiv Beeskow[2]
- Berlin: Berlinische Galerie[3]
- Berlin: Stiftung Kunstforum der Berliner Volksbank
- Erfurt: Angermuseum

## Weitere Werkbeispiele
Tafelbilder
- 1963 Stillleben. Ölmalerei[4]
- 1972 Renovierung. Öl auf Leinwand[5]
- 1983 Hoffenster. Öl auf Leinwand
- 2002 Reste. Acryl auf Leinwand

Druckgrafiken
- 1968 Die Gewehre der Frau Carrar. Lithografie
- 1981 Zwiegespräch. Chromolithografie[6]

Baugebundene Arbeiten
- 1968 Zirkusszenen. Bildtafeln im Rehazentrum Berlin-Buch
- 1971 Der Mensch und das Meer. Glasbetonwände im Berliner Restaurant Gastmahl des Meeres (mit Hans Vent und Dieter Gantz, 1992 demontiert, heute im Besitz eines privaten Sammlers, gelagert in Berlin-Frohnau, wartet auf Wiederaufbau im öffentlichen Raum von Berlin).[7]
- 1973 Berliner Leben. Glasmosaik in den Berliner Rathauspassagen (mit Hans Vent)
- 1976 Erstes Picknick im Freien. Gobelin für den Palast der Republik[8]
- 1978 Mensch und Natur. Keramikmalerei an einer Schwimmhalle in Berlin-Friedrichsfelde, Sewanstraße

### Gobelins
- 1976 Erstes Picknick im Freien. Arbeit für den Palast der Republik[8]
- 1977 Tanzpaar

## Ausstellungen (unvollständig)
- 1976 Galerie am Boulevard, Rostock
- 1982 Galerie am Prater, Berlin: Frühe Werke II / 1954-1969
- 1987 Semptemvir-Gesellschaft, Bordeaux
- 1996 Galerie 100, Berlin
- 2010 Galerie der Moderne, Berlin
- 2013 degewo-Remise, Berlin-Pankow[9]
- 2013 Galerie Gesellschaft, Berlin